# Röjtingssundet
Röjtingssundet este o arie protejată (arie specială de conservare — SAC, sit de importanță comunitară — SCI) din Suedia întinsă pe o suprafață de 6,8 ha, integral pe uscat.

## Localizare
Centrul sitului Röjtingssundet este situat la coordonatele 64°32′27″N 21°27′04″E / 64.5407°N 21.4511°E.

## Înființare
Situl Röjtingssundet a fost declarat sit de importanță comunitară în decembrie 1998 pentru a proteja un număr necunoscut de specii din flora spontană și fauna sălbatică aflate în arealul zonei. Situl a fost protejat și ca arie specială de conservare în martie 2011.

## Biodiversitate
Situată în ecoregiunile boreală și marină baltică, aria protejată conține 2 habitate naturale: Pășuni de coastă din Baltica boreală, Lagune de coastă.
La baza desemnării sitului se află un număr nedeclarat de specii protejate.